# Skytanthus acutus

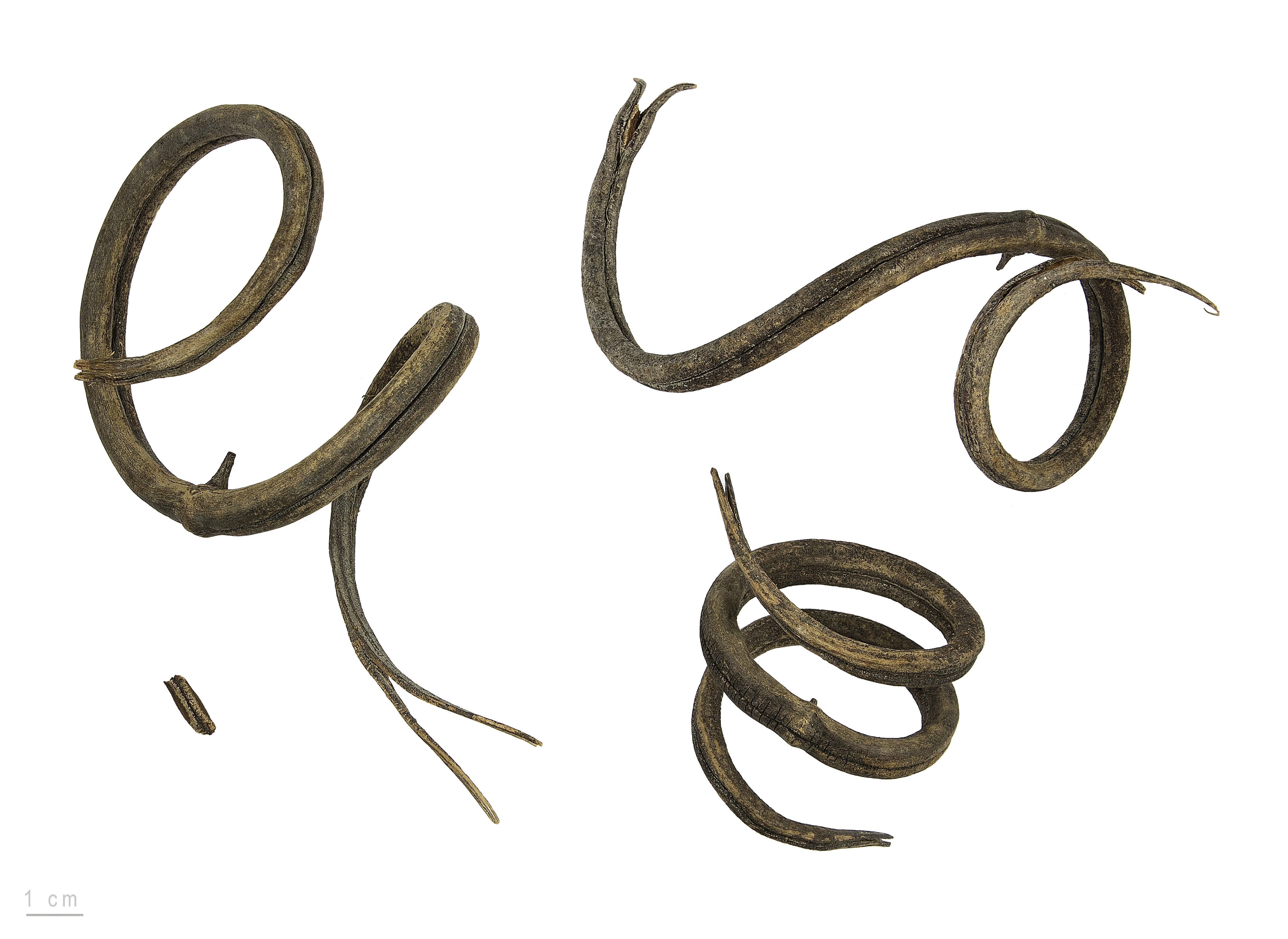
Skytanthus acutus - MHNT

Skytanthus acutus, cacho de cabra,  cuerno de cabra, es una especie de planta con flor de la familia Apocynaceae. Es endémica del norte arenoso chileno y de extremo norte argentino

## Descripción
Es un arbusto de 4-13 dm de altura, globoso, expandido. Hojas carnosas, verde glaucas, glabras, alternas, lineales a oblongas, uninervadas, ápice mucronado, márgenes enroscados, de 3-7 cm x 5–9 mm, en un corto pecíolo. Flores apicales, encerradas en las hojas adyacentes, cáliz de 5-sépalos lanceolados, agudos, pilosos, de 5–8 mm de largo; corola campanulada, amarilla intensa, de 6–8 mm de largo, limbo de 13–17 mm de largo, 5 pétalos; 5 estambres por encima de la  corola; ovario súpero, 2 lóculos, estilo con estigma claviforme, bífido en el ápice.
Fruto 2 folículos, cilíndricos, castaños, hasta de 2 dm de largo, coriáceos, leñosos, enroscados semejando cuernos de cabra; semillas comprimidas, algo aladas. Dispersión anemófila.

## Usos
Posee un psicoactivo, el alcaloide esquitantina. 

## Taxonomía
Skytanthus acutus fue descrita por Franz Julius Ferdinand Meyen y publicado en Reise um die Erde 1: 376. 1834.